# Gabriël Willems
Gabriël Willems (Neervelp, 5 december 1864 - Padua, 13 december 1941) was de tweede abt van de Sint-Pietersabdij van Steenbrugge.

## Levensloop
Jan-Baptist Willems was een zoon van de landbouwers Joannes Willems en Maria Collin. Na gestudeerd te hebben in de Abdij van Affligem, trad hij in 1880 als benedictijner monnik in onder de naam Gabriël en legde het volgende jaar eeuwige geloften af. Hij werd in 1888 tot priester gewijd. Hij promoveerde ook tot lector (equivalent van doctor) in de godgeleerdheid en doceerde regelmatig voor jonge medebroeders. In 1891 verhuisde hij naar de Abdij van Dendermonde en in 1895 naar de abdij van Steenbrugge, waar hij directeur werd van de school voor aspiranten van de gezamenlijke Vlaamse abdijen. In 1906 was hij weer in zijn abdij in Affligem en was er tussen 1906 en 1926  achtereenvolgens bibliothecaris, econoom en penningmeester. Van 1916 tot 1919 was hij ook nog novicemeester en in 1922-23 archivaris.
In 1926 werd hij gewijd tot abt-coadjutor voor de Sint-Pietersabdij in Steenbrugge. De eerste abt, Amandus Mertens, overleed op 3 juni 1927 en Willems volgde hem op. Hij nam een dynamische start, met verschillende initiatieven, maar hij werd getroffen door een hartkwaal, die hem in 1931 tot ontslag dwong. Hij werd opgevolgd door Dom Modest Van Assche.
Op zoek naar een gezonder klimaat vestigde hij zich in de abdij van Sint-Justina in Padua. Hij werkte er verder aan archivalische opzoekingen. 

## Publicaties
- Handboek ter verering van de heilige Benedictus, Mechelen, 1880.
- Het kerkelijk jaar, z.j.
- Scolau benedictinae, heruitgave van een boek door Dom Odo Cambier, 1899.
- Onze Lieve Vrouw van Affligem, 1899.
- Cenni storici di S. Ciustina, Vergine, Proto-Martine e Patrone della citta di Padova, Padua, 1940.